# Dakara Boku wa Ongaku wo Yameta
«Dakara Boku wa Ongaku wo Yameta» (だから僕は音楽を辞めた?  "Por eso dejé la música") es el primer álbum de estudio de Yorushika, lanzado el 10 de abril de 2019 por U&R Records, también es su último lanzamiento bajo esta discográfica. El título en inglés del álbum es «Moonlight» (Luz lunar).

## Lanzamiento
El concepto del álbum se escribió basándose en una historia escrita por el compositor n-buna. La historia trata de un chico llamado Amy, quién decidió retirarse de la música, viajó a Suecia y compuso y escribió 14 canciones dedicadas a Elma. Este es "un nuevo trabajo de Yorushika creado con la creación de historia y música de n-buna junto con el poder expresivo y voz de canto transparente de suis".
La edición limitada incluye «Cartas para Elma», una caja de madera con tapa que contiene cartas y letras escritas por Amy para Elma, fotos de los lugares que visitó durante su viaje, entre otras cosas. Además, en el tráiler del álbum y los videos musicales de «Ai Nijō» y «Parade» aparece la caja de madera, lo que permite a los oyentes experimentar la historia del joven (Amy) que decidió dejar la música.

## Posicionamiento en listas
El 22 de abril de 2019, el álbum se posicionó en el quinto lugar del listado semanal de Oricon.

## Lista de canciones
Todas las canciones escritas y compuestas por n-buna. 
| CD / Descarga digital | |          |  |
| N.º                   | Título | Duración |  |
| 1.                    | «8/31» | 1:54     |  |
| 2.                    | «Ai Nijō» (藍二乗; Índigo profundo)                                                                                                | 4:05     |  |
| 3.                    | «Hachigatsu, Bō, Tsukiakari» (八月、某、月明かり; Agosto, cierto lugar, luz lunar)                                                 | 4:36     |  |
| 4.                    | «Shikaki to Coffee» (詩書きとコーヒー; Escribir canciones y un café)                                                               | 4:07     |  |
| 5.                    | «7/13» | 1:38     |  |
| 6.                    | «Odorōze» (踊ろうぜ; Bailemos) | 4:13     |  |
| 7.                    | «Rokugatsu wa Ameagari no Machi wo Kaku» (六月は雨上がりの街を書く; En junio, después de la lluvia, escribiré acerca de la ciudad) | 3:58     |  |
| 8.                    | «Gogatsu wa Hana Rokushō no Madobe Kara» (五月は花緑青の窓辺から; En mayo, desde el alféizar Verde esmeralda)                      | 3:05     |  |
| 9.                    | «Yoru Magai» (夜紛い; Noche falsa)                                                                                                 | 3:43     |  |
| 10.                   | «5/6» | 2:27     |  |
| 11.                   | «Parade» (パレード; Desfile) | 4:59     |  |
| 12.                   | «Elma» (エルマ) | 3:39     |  |
| 13.                   | «4/10» | 2:50     |  |
| 14.                   | «Dakara Boku wa Ongaku wo Yameta» (だから僕は音楽を辞めた; Por eso dejé la música)                                                 | 4:02     |  |
| 49:16                 | |          |  |

| CD bonus exclusivo de Tower Records |                                                            |          |  |
| N.º                                 | Título                                                     | Duración |  |
| 1.                                  | «Ai Nijō» (versión caja de música)                         |          |  |
| 2.                                  | «Yoru Magai» (versión caja de música)                      |          |  |
| 3.                                  | «Dakara Boku wa Ongaku wo Yameta» (versión caja de música) |          |  |

| CD bonus exclusivo de Village Vanguard |                                                       |          |  |
| N.º                                    | Título                                                | Duración |  |
| 1.                                     | «Hachigatsu, Bō, Tsukiakari» (versión caja de música) |          |  |
| 2.                                     | «Parade» (versión caja de música)                     |          |  |
| 3.                                     | «Elma» (versión caja de música)                       |          |  |

- Las pistas 1, 5, 10 y 13 son instrumentales.
- El título en inglés de la pista 2 es «Blur».[3]
- El título en inglés de la pista 14 es «Moonlight».[4] El título en japonés también puede ser traducido como «Entonces renuncié a la música».

## Bonus exclusivos de tiendas
- Amazon: Insignias de lata originales
  - Primera edición limitada de prensa
  - Versión estándar
- Tower Records: CD bonus de caja de música (con 3 canciones)
  - Primera edición limitada de prensa
  - Versión estándar
- Village Vanguard: CD bonus de caja de música (con 3 canciones)
  - Primera edición limitada de prensa
  - Versión estándar
- Animate: Archivo transparente de tamaño A4
  - Primera edición limitada de prensa
  - Versión estándar
- Rakuten Books: Pegatinas originales
  - Primera edición limitada de prensa